# Orsinome daiqin
Orsinome daiqin là một loài nhện trong họ Tetragnathidae.
Loài này thuộc chi Orsinome. Orsinome daiqin được miêu tả năm 2003 bởi Zhu, Song & Zhang.